# Phacellodomus rufifrons
El espinero común (Phacellodomus rufifrons), también denominado espinero frente rojiza (en Argentina, Bolivia y Paraguay), castillero llanero (en Colombia), espinero de frente rufa (en Perú) o güaití frente rufa (en Venezuela), es una especie de ave paseriforme de la familia Furnariidae perteneciente al género Phacellodomus. Algunos autores sostienen que la presente puede dividirse en más de una especie. Habita en América del Sur.

## Distribución y hábitat
Se distribuye de forma disjunta en el sur de Ecuador y norte de Perú; desde el este de Bolivia y suroeste de Brasil hacia el sur por el este y norte de Paraguay hasta el noroeste de Argentina; y en el noreste y este de Brasil.
Esta especie es considerada localmente común en una variedad de ambientes semiabiertos y con pastizales altos, escasamente arbolizados, a menudo en áreas cultivadas y haciendas, principalmente abajo de los 1300 m de altitud.

## Descripción
Mide entre 16 y 17 cm de longitud y pesa entre 18 y 31 g. Es pardo uniforme por arriba con la frente rufa y una lista superciliar pardo más claro. Blancuzco por abajo con los flancos pardo claro. Aves del noreste de Brasil exhiben algún rufo en el hombro, en las plumas de vuelo y en la base de la cola.

## Comportamiento
Vive en pareja o en pequeños grupos, generalmente arborícola, a veces baja al suelo. Es avistado con más frecuencia próximo a su inconfundible nido. El vuelo para entrar o salir del nido es muy rápido pudiendo pasar desaspercibido la llegada de sus habitantes.

### Reproducción

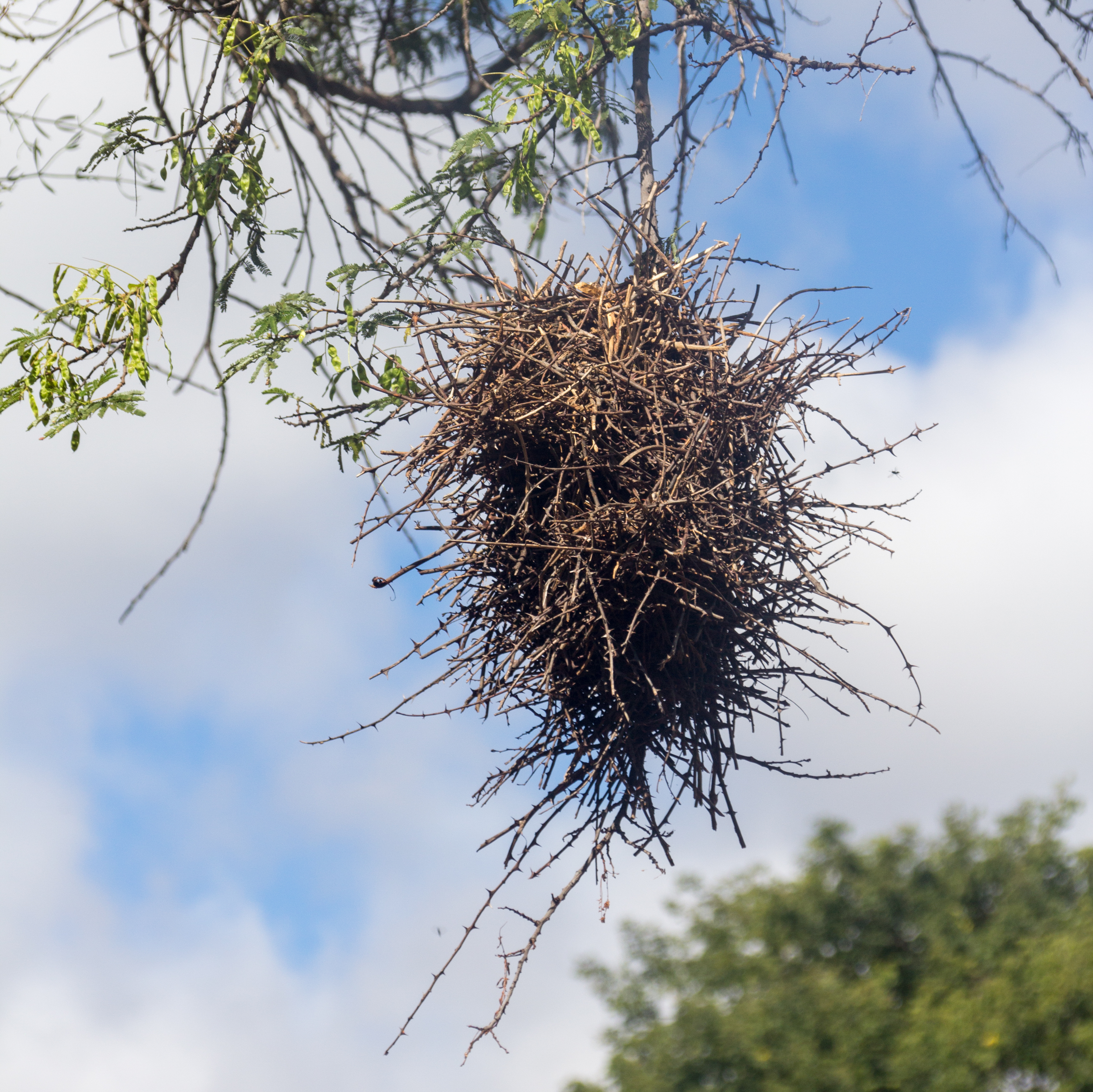
Nido en Paraíba, Brasil.

Construye nidos enormes con ramitas (razón de su nombre común). Las ramitas son relativamente grandes para el tamaño del ave. La pareja actúa junta en la construcción, que será utilizada todo el año por los dos y por la nidada (inclusive después de volar) como abrigo. Al terminar el primer nido, la pareja continúa colocando material y construyendo otros, en secuencia. Con esto, la rama en que se apoya comienza a doblar y a quedar cubierta de material, destacándose en el paisaje. En casos extremos el nido llega a tener 2 m de largo. La cámara incubatoria es forrada por una gruesa camada de plumas, musgo, etc., de formato esférico. El nido se localiza generalmente en árboles aislados, en las extremidades de ramas flexibles, que acaban por doblarse con el exceso de peso. A veces la construcción cuenta con la participacipon de todo el grupo, no solo de la pareja. Pone tres huevos.
El nido puede ser utilizado por otras aves que precisan de otras especies para nidificar (por ejemplo Icterus croconotus en la región del Pantanal) y las cámaras invadidas por otras aves, pequeños mamíferos, reptiles y avispas.

### Vocalización
Vocaliza mucho y a cualquier hora del día, a veces dentro del nido; el canto típico es una serie fuerte y abrupta de notas «cheh» o «chit» que comienzan lentas, después aceleran y van atenuando. A menudo la pareja canta en secuencia, o la hembra contribuye con un cotorreo. Da la alarma con píos agudos, sobre la presencia de extraños. En ese momento, los miembros del grupo (varía de una pareja a diez individuos) pasan a repetir el llamado, llenando la vegetación de gritos, y poco apareciendo.

## Sistemática

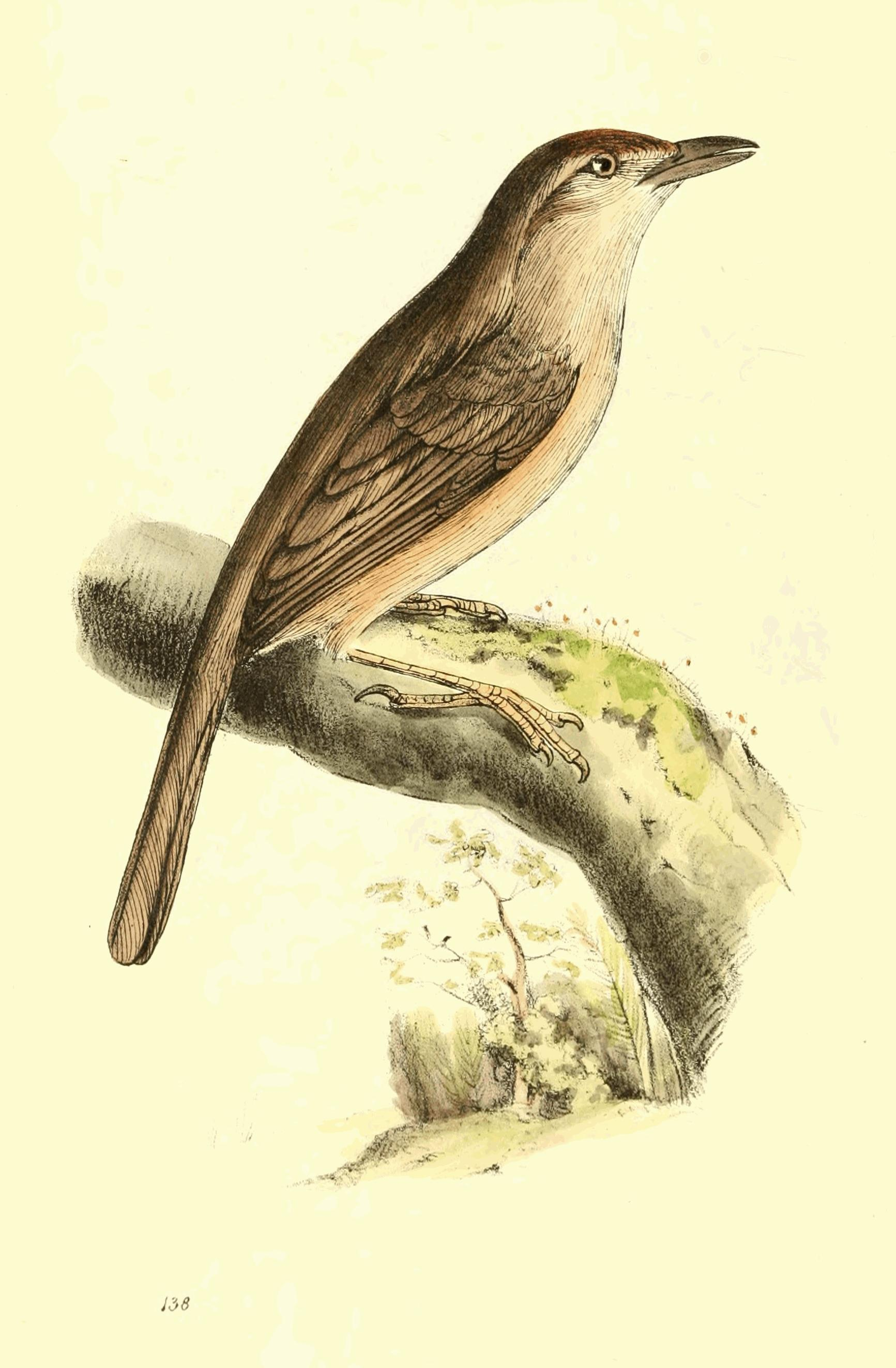
Phacellodomus rufifrons, ilustración de Swainson en Zoological Illustrations Volume III Plate 138; 1822.

### Descripción original
La especie P. rufifrons fue descrita por primera vez por el naturalista alemán Maximilian zu Wied-Neuwied en 1821 bajo el nombre científico Anabates rufifrons; la localidad tipo es: «Riberão de Ressaca, frontera Bahía-Minas Gerais, Brasil».

### Etimología
El nombre genérico masculino «Phacellodomus» se compone de las palabras del griego «φακελλος phakellos» que significa ‘amontonado de palitos’, y «δομος domos» que significa ‘casa’; en referencia al típico nido de estas especies; y el nombre de la especie «rufifrons», se compone de las palabras del latín «rufus» que significa ‘rufo’, ‘rojizo’, y «frons, frontis» que significa ‘frente’.

### Taxonomía
La subespecie peruvianus (junto con sincipitalis) posiblemente sea una especie separada, el canto es de ritmo más rápido que el de P. inornatus pero de timbre más bajo que el de la nominal (incluyendo specularis). La subespecie propuesta P. rufifrons fargoi {{versalita|Brodkorb, 1935, de Paraguay y Mato Grosso, que se alega ser más parda por arriba y con los flancos y las cobertoras inferiores de la cola más rojizas, se considera no diagnosticable y por lo tanto sinónimo de sincipitalis.
El anteriormente grupo de subespecies P. rufifrons inornatus/castelloi fue considerado una especie separada de la presente: el espinero liso (Phacellodomus inornatus), por Ridgely y Greenfield (2001) y por Hilty (2003) con base en diferencias morfológicas y de vocalización; sin embargo, la Propuesta N° 41 al Comité de Clasificación de Sudamérica fue rechazada debido a insuficiencia de datos publicados. Las clasificaciones del Congreso Ornitológico Internacional (IOC), Aves del Mundo (HBW) y Birdlife International (BLI), y más recientemente Clements Checklist/eBird, lo tratan como especie plena.

### Subespecies
Según las clasificaciones del Congreso Ornitológico Internacional (IOC) y Clements Checklist/eBird se reconocen cuatro subespecies, con su correspondiente distribución geográfica:
- Grupo politípico rufifrons:
  - Phacellodomus rufifrons peruvianus Hellmayr, 1925 – extremo sur de Ecuador (sur de Zamora Chinchipe) y norte del Perú (alto valle del Marañón en Amazonas, Cajamarca y San Martín).
  - Phacellodomus rufifrons rufifrons (Wied-Neuwied), 1821 – este de Brasil (sur de Maranhão, sur de Piauí, Bahía, norte de Minas Gerais). Los registros se extienden ahora al sur hasta el centro de São Paulo.[15]
  - Phacellodomus rufifrons sincipitalis Cabanis, 1883 – este de Bolivia (Beni, Santa Cruz, Tarija), sur de Brasil (sur de Mato Grosso), centro norte de Paraguay y noroeste de Argentina (Jujuy, Salta, Tucumán).

- Grupo monotípico specularis:
  - Phacellodomus rufifrons specularis Hellmayr, 1925 – noreste de Brasil (Pernambuco).